# کم کرت
کم کرت، روستایی در دهستان جغین جنوبی بخش جغین شهرستان رودان در استان هرمزگان ایران است.

## جمعیت
بر پایه سرشماری عمومی نفوس و مسکن در سال ۱۳۹۵، جمعیت این روستا برابر با ۸۹۹ نفر (۲۵۹ خانوار) بوده‌است.